# مطار إلدورادو الدولي
مطار إلدورادو الدولي (بالإسبانية: Aeropuerto Internacional El Dorado) (إياتا: BOG، إيكاو: SKBO) هو مطار دولي يقع في بوغوتا عاصمة كولومبيا.

## الوجهات وشركات الطيران
| شركـات طيـران                   | الوجهات |
| ------------------------------- | --- |
| الخطوط الجوية الأرجنتينية       | Buenos Aires–Aeroparque |
| Aerolíneas Estelar              | مطار سيمون بوليفار الدولي |
| طيران المكسيك                   | مطار بينيتو خواريز الدولي |
| طيران كندا                      | مطار مونتريال الدولي، مطار تورونتو بيرسون الدولي |
| طيران أوروبا                    | مطار مدريد باراخاس الدولي |
| الخطوط الجوية الفرنسية          | مطار باريس شارل ديغول |
| الخطوط الجوية الأمريكية         | مطار دالاس فورت ورث الدولي، مطار ميامي الدولي |
| Arajet                          | مطار لاس أمريكا الدولي |
| أفيانكا                         | Armenia، مطار الملكة بياتريس الدولي، مطار سيلفيو بيتيروسي الدولي، مطار برشلونة الدولي، Barranquilla، Belo Horizonte–Confins، مطار لوجان الدولي، Bucaramanga، مطار الوزير بيستارينيي الدولي، Cali، Cancún، Cartagena، Cúcuta، Curaçao، Cuzco، Florencia، Fort Lauderdale، Guatemala City، Ipiales، La Paz، Leticia، مطار خورخي تشافيز الدولي، مطار لندن هيثرو، مطار لوس أنجلوس الدولي، مطار مدريد باراخاس الدولي، Manaus، مطار خوسية ماريا كوردوفا الدولي، مطار بينيتو خواريز الدولي، مطار ميامي الدولي، Montería، مطار كاراسكو الدولي، Neiva، مطار جون إف كينيدي الدولي، مطار أورلاندو الدولي، مطار توكومين الدولي، Pasto، Pereira، Popayán، Punta Cana، مطار ماريسكال سوكري الدولي، مطار ريو دي جانيرو الدولي، Riohacha، مطار غوستافو روجاس بينيلا الدولي، مطار لويس مارين مونيوز، مطار إل سلفادور الدولي، Santa Marta، مطار أرتورو ميرينو بينيتيز الدولي، مطار لاس أمريكا الدولي، مطار غواروليوس الدولي، Sincelejo، مطار كوماياغوا الدولي، مطار تورونتو بيرسون الدولي، Valledupar، Villavicencio، مطار واشنطن دولس الدولي، Yopal |
| أفيانكا كوستاريكا               | مطار خوان سانتاماريا الدولي |
| أفيانكا الإكوادور               | مطار الملكة بياتريس الدولي، Guayaquil، مطار توكومين الدولي، مطار ماريسكال سوكري الدولي، Santa Cruz de la Sierra–Viru Viru |
| أفيانكا السلفادور               | مطار إل سلفادور الدولي |
| Avianca Express                 | Armenia، Barrancabermeja، Florencia، Ibagué، Neiva، Popayán، Tumaco، Villavicencio، Yopal |
| خطوط كوبا الجوية                | مطار توكومين الدولي |
| خطوط دلتا الجوية                | مطار هارتسفيلد جاكسون، مطار جون إف كينيدي الدولي |
| EasyFly                         | Arauca، Armenia، Barrancabermeja، Buenaventura، Florencia، Manizales، Neiva، Pereira، Popayán، Puerto Asís، Puerto Inírida، Quibdó، San José del Guaviare، Tumaco، Yopal |
| إديلويس إير                     | مطار زيورخ الدولي1 (تبدأ في 22 نوفمبر 2023) |
| أيبيريا (شركة طيران)            | مطار مدريد باراخاس الدولي |
| خطوط جيت بلو الجوية             | Fort Lauderdale |
| JetSmart Chile                  | مطار أرتورو ميرينو بينيتيز الدولي |
| الخطوط الجوية الملكية الهولندية | مطار سخيبول أمستردام2 |
| LASER Airlines                  | مطار سيمون بوليفار الدولي (تستأنف في 12 يونيو 2023) |
| لاتام البرازيل                  | مطار غواروليوس الدولي |
| خطوط لان الجوية                 | مطار ميامي الدولي، مطار أرتورو ميرينو بينيتيز الدولي |
| لاتام كولومبيا                  | Armenia، Barranquilla، Bucaramanga، Cali، Cartagena، Cúcuta، Leticia، مطار خوسية ماريا كوردوفا الدولي، مطار ميامي الدولي، Montería، Neiva، مطار أورلاندو الدولي (تبدأ في 1 يوليو 2023)، Pasto، Pereira، مطار غوستافو روجاس بينيلا الدولي، Santa Marta، Yopal |
| لاتام الإكوادور                 | Guayaquil، مطار ماريسكال سوكري الدولي |
| لاتام بيرو                      | مطار خورخي تشافيز الدولي |
| لوفتهانزا                       | مطار فرانكفورت |
| Plus Ultra Líneas Aéreas        | مطار مدريد باراخاس الدولي |
| SATENA                          | Aguachica، Apartadó، Arauca، Buenaventura، مطار سيمون بوليفار الدولي، Florencia، Ipiales، La Macarena، Medellín–Olaya Herrera، Mitú، Pitalito، Puerto Asís، Puerto Carreño، Puerto Inírida، Puerto Leguízamo، Quibdó، San José del Guaviare، San Vicente del Caguan، Saravena، Sincelejo، Tame، Tolú، Tumaco، Villagarzon، Villavicencio |
| طيران سكاي                      | مطار أرتورو ميرينو بينيتيز الدولي |
| خطوط سبيريت الجوية              | Fort Lauderdale، مطار أورلاندو الدولي |
| الخطوط الجوية التركية           | مطار إسطنبول الدولي3 |
| Turpial Airlines                | مطار سيمون بوليفار الدولي، Valencia (VE) |
| الخطوط الجوية المتحدة           | مطار جورج بوش الدولي، مطار نيوآرك ليبرتي الدولي |
| VivaAerobús                     | Cancún، مطار غوادالاخارا الدولي، مطار بينيتو خواريز الدولي، Monterrey (تبدأ في 9 يونيو 2023) |
| Volaris                         | Cancún، مطار بينيتو خواريز الدولي |
| Volaris Costa Rica              | مطار خوان سانتاماريا الدولي |
| وينغو (خطوط جوية)               | Armenia، مطار الملكة بياتريس الدولي، Barranquilla، Bucaramanga (تبدأ في 12 يونيو 2023)، Cali، Cancún، Cartagena، Curaçao، Guayaquil، مطار خوسيه مارتي الدولي، مطار خورخي تشافيز الدولي، مطار خوسية ماريا كوردوفا الدولي، مطار توكومين الدولي، Pereira، Punta Cana، مطار ماريسكال سوكري الدولي، مطار خوان سانتاماريا الدولي، Santa Marta، مطار لاس أمريكا الدولي |